# تياغو ليال سانتوس
تياغو ليال سانتوس هو لاعب كرة قدم برازيلي في مركز حراسة المرمى، ولد في 26 يوليو 1984 في البرازيل. لعب مع نادي بانغو أتلتيكو.

## وصلات خارجية
- تياغو ليال سانتوس على موقع قاعدة بيانات كرة القدم.إي يو (الإنجليزية)
- تياغو ليال سانتوس على موقع Soccerway.com (الإنجليزية)